# Велика уставотворна народна скупштина у Крагујевцу
Велика уставотворна народна скупштина у Крагујевцу је било заседање скупштине у периоду од 10. јуна до 29. јуна 1869.
На овој скупштини је донесен Устав Србије из 1869. године који је објављен на Петровдан.

## Велика уставотворна народна скупштина 1869.
Пола године по примању кнежевске дужности Намесништво је, својим указом, основало један одбор („Светоникољски одбор") коме је стављено у дужност да припреми пројект устава с тим, да се претходно изјасни да ли је нови устав уопште потребан и какав би требало да буде. За чланове тога одбора, такође указом, имеиовано је 70 лица из свих друштвених редова, сва тадашња духовна и политичка елита Србије. Одбор се изјаснио за потребу измене устава и, према споразуму са владом и Намесништвом, направио један нови пројект устава, a да би се тај устав према потреби још проширио и допунио било је одлучено да се распишу избори за Велику уставотворну народну скупштину која је сазвана за 10. јуни 1869. y Крагујевац.
На изборима за Велику уставотворну народну скупштину било је изабрано 516 народних посланика. По партијској припадности они су, скоро без изузетка, припадали либералној странци, па је и устав из 1869. године њено дело. Избори су извршени у реду. 9. јуна већ су сви посланици били у Крагујевцу, где се налазио и малолетни кнез са Намесништвом, члановима владе и Државног савета. По прегледу иосланичких пуномоћја скупштина се конституисала: за председника изабран је Живко Карабиберовић, за потпредседника Тодор Туцаковић, a за секретаре Коста Грудић и Јован Бошковић, сва четворица чланови народне скупштине.
12. јуна Намесништво је отворило скупштину беседом којом изјављује да је скупштину сазвало у циљу да се с народом договори хоће ли се и како пристушити измени земаљског устава.
Својом адресом скупштина је одговорила да устав треба мењати, очекујући:
„да јој Влада поднесе такав пројект устава којим ће се признати народу решавајући глас у потпуном законодавству, a уједно законом ујемчити оне установе које осигуравају: живот, част, слободу и имовину грађанску; као: сазив скупштине сваке године, независност судску, одговорност чиновника уопште, министарству одговорност, општинску самоуправу, законом уређену слободу печатње, и, најпосле, уређење власти: судских, полицијских, финансијских, итд., како би оне одговарале правој потреби народној.
После тога скупштини је поднесен готов предлог устава који је она на својим седницама одељак по одељак претресала. Гласало се како о појединим поглављима, кад је по њима завршена дискусија, тако и о уставу у целини, када је претрес био дефинитивно завршен. О дискусији која је вођена и трајала неколико узастопних седница секретари су водили опширан записник у који су уношена и разна мишљења и предлози појединих народних посланика. За време трајања скупштине посланицима је, на име дијурне и трошкова, исплаћивано по 15 гроша дневно. Сви записници у потпуном обиму објављени су у Српским Новинама и, накнадно, у једној засебној књизи.
По завршетку дискусије нови устав био је изгласан, a Намеоништво га је потписало. Устав је после заклетве ступио на снагу.